# Andreas Hirzel
Andreas Hirzel (sinh ngày 25 tháng 3 năm 1993) là một cầu thủ bóng đá người Thụy Sĩ thi đấu ở vị trí thủ môn cùng với Hamburger SV tại Bundesliga.

## Sự nghiệp câu lạc bộ
Hirzel ra mắt tại Bundesliga ngày 29 tháng 8 năm 2015 trước FC Köln. Anh vào sân thay cho René Adler sau 40 phút trong thất bại 2–1 trên sân khách.